# Igor Krałewski
Igor Krałewski (ur. 10 listopada 1978 w Skopju) – macedoński piłkarz grający na pozycji obrońcy.  Od 2010 roku jest zawodnikiem macedońskiego klubu Metałurg Skopje. W reprezentacji Macedonii zadebiutował w 2005 roku. Do tej pory rozegrał w niej trzy spotkania (stan na 27.07.2012).